# الخور (مصر)
الخُور إحدى قرى مركز أشمون التابع لمحافظة المنوفية بجمهورية مصر العربية.

## تاريخ القرية
ذكر محمد رمزي في كتابه القاموس الجغرافي للبلاد المصرية أن الخور من القرى القديمة التي وردت في كتابه «التحفة السنية بأسماء البلاد المصرية» ضمن الأعمال الجيزية ومساحتها 693 فدان؛ وقد فسّر محمد رمزي سبب إلحاق ابن الجيعان بالأعمال الجيزية، فقال بأنها كانت تابعة لها في ذلك الوقت بسبب وقوعها هي والبرانية وطليا في جزيرة كان النيل يفصل بينها وبين إقليم المنوفية ، فلما اتصلت هذه الجزيرة بأرض المنوفية في القرن العاشر الهجري أصبحت ناحية الخور هذه من نواحيها.

## السكان
بلغ عدد سكان الخور 7,808 نسمة، حسب الإحصاء الرسمي لعام 2006.